# Munotverein
Der Munotverein wurde 1839 gegründet und verfolgt seither den gleichen Zweck: die Erhaltung des Munots, des Wahrzeichens der Schweizer Stadt Schaffhausen. Heute zählt der Verein über 4300 Mitglieder.

## Die Instandhaltung des Munots
Das Ziel ist es, den Munot in seinem Charakter als historisches Bauwerk zu bewahren. Durch die Mitgliederbeiträge ist es dem Munotverein möglich, diese Festung in Stande zu halten. Sowohl von aussen wie auch im Innenleben erfüllt der Munot die Anforderungen als Wahrzeichen der Stadt Schaffhausen.

## Tanz und Unterhaltung auf der Munotzinne
Zu einer weiteren Aufgabe des Vereins gehört die Förderung der Geselligkeit sowie der Tanz auf der Zinne der alten Festungsanlage. Mit eingeschlossen ist die Erhaltung der traditionellen Munot-Quadrille (oder Française) in ihrer althergebrachten Form.

## Gründung
Der Munot ist das unbestrittene Wahrzeichen der Stadt Schaffhausen. Keine andere Stadt der Schweiz hat sich im 16. Jahrhundert ein Bauwerk von vergleichbarer Monumentalität geleistet. Rund um das Schaffhauser Wahrzeichen gibt es eine Vielfalt an traditionellen und modernen Aktivitäten. Träger dieser Aktivitäten ist der 1839 gegründete Munotverein.

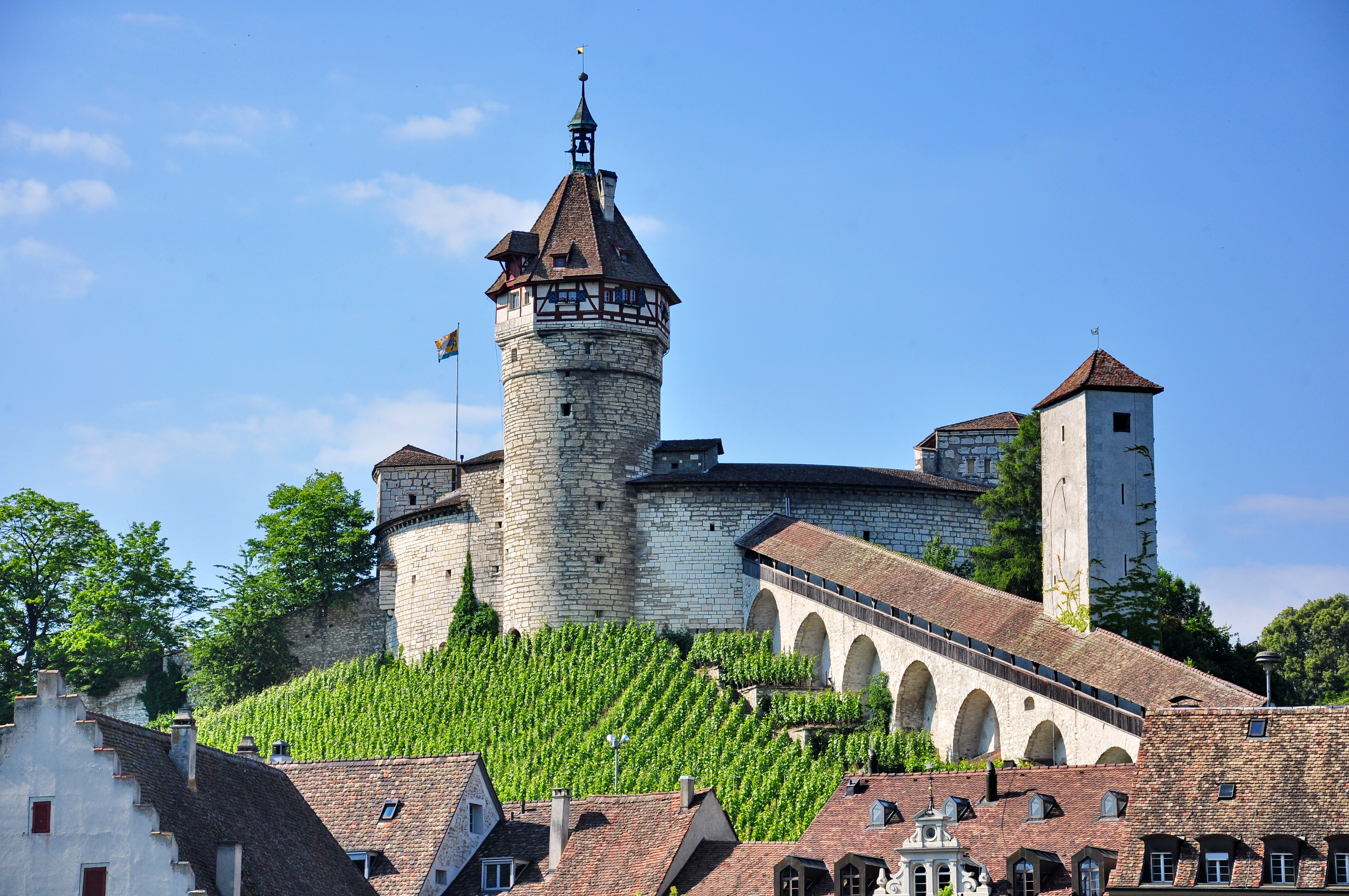
Schaffhauser Artilleriefestung, der Munot

## Geschichte rund um den Munot
28 Jahre nach dem Beitritt Schaffhausens zur Schweizer Eidgenossenschaft 1501 entstand der Wunsch, die Stadtbefestigung zu verstärken. Am 6. November 1563, nach jahrelangem Planen, beschlossen die Räte den Bau einer neuen Artilleriefestung, dem Munot. Der Bau begann im Jahre 1564, an ihm wurde 25 Jahre lang, zum Teil sogar in Fronarbeit, gearbeitet, bis er 1589 fertiggestellt wurde. Der Munot diente als ein Teil der Stadtbefestigung. Die verbauten Komponenten der Festung, wie Caponnièren, Kasematte mit Lichtschächten und Geschütznischen mit Rauchabzügen, waren der damaligen Waffentechnik jedoch schon hinter her und veraltet.
Einiges am Munot deutet darauf hin, dass es den Schaffhausern nicht nur um die Sicherung der Stadt, sondern auch darum ging, ein eindrückliches, repräsentatives Bauwerk zu schaffen. Bald nach der Fertigstellung kamen Zweifel auf, ob der Munot der immer leistungsfähigeren Artillerie standhalten könnte. Und nur einmal wurde der Munot militärisch besetzt: 1799 verschanzten sich die Franzosen auf dem Rückweg vor den Österreichern auf dem Munot. Sie ergriffen dann aber nach kurzem Scharmützel die Flucht über den Rhein. Dabei wurde die berühmte Grubenmannsche Holzbrücke in Brand gesetzt.

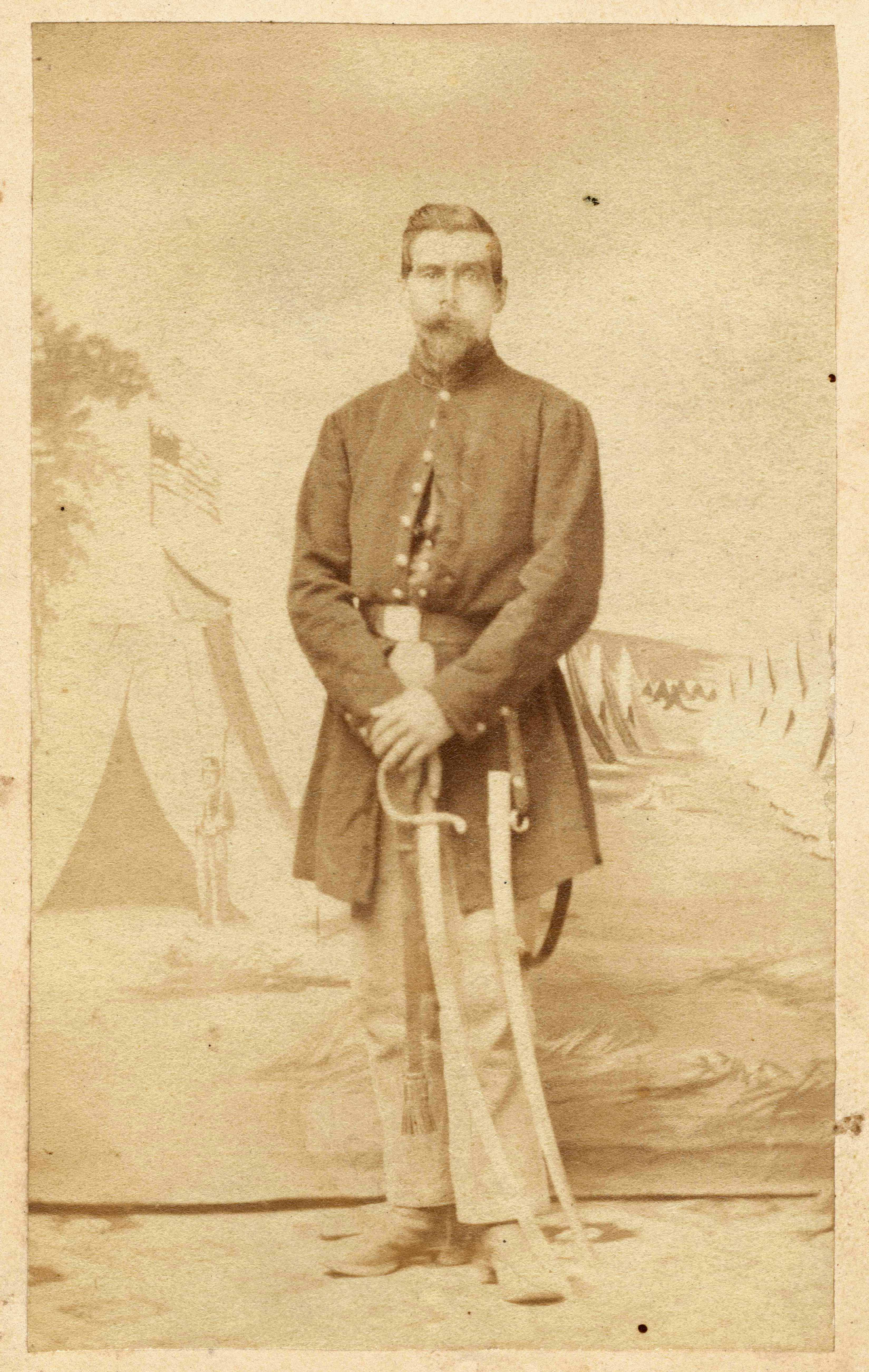
Johann Jakob Beck, der Gründer des Munotvereins

## Johann Jakob Beck – Retter des Munots
Zu Beginn des 19. Jahrhunderts verlor die Stadtbefestigung jede Bedeutung. Der Munot stürzte ein und wurde zum Steinbruch.
Johann Jakob Beck (1786–1868) unterrichtete an der Kantonsschule bildnerisches Gestalten, war zudem Lebenskünstler und Munotvater. Auf seine Initiative hin wurde 1826 mit der Wiederherstellung des vom Einsturz bedrohten Munots begonnen. 1839 war es so weit: Mit Reden, Musik, Gesang und 615 Böllerschüssen wurde der restaurierte Munot eingeweiht.
Am 30. Oktober 1839 gründete man folgerichtig den Munotverein, dessen erster Präsident und Munotvater Johann Jakob Beck wurde.

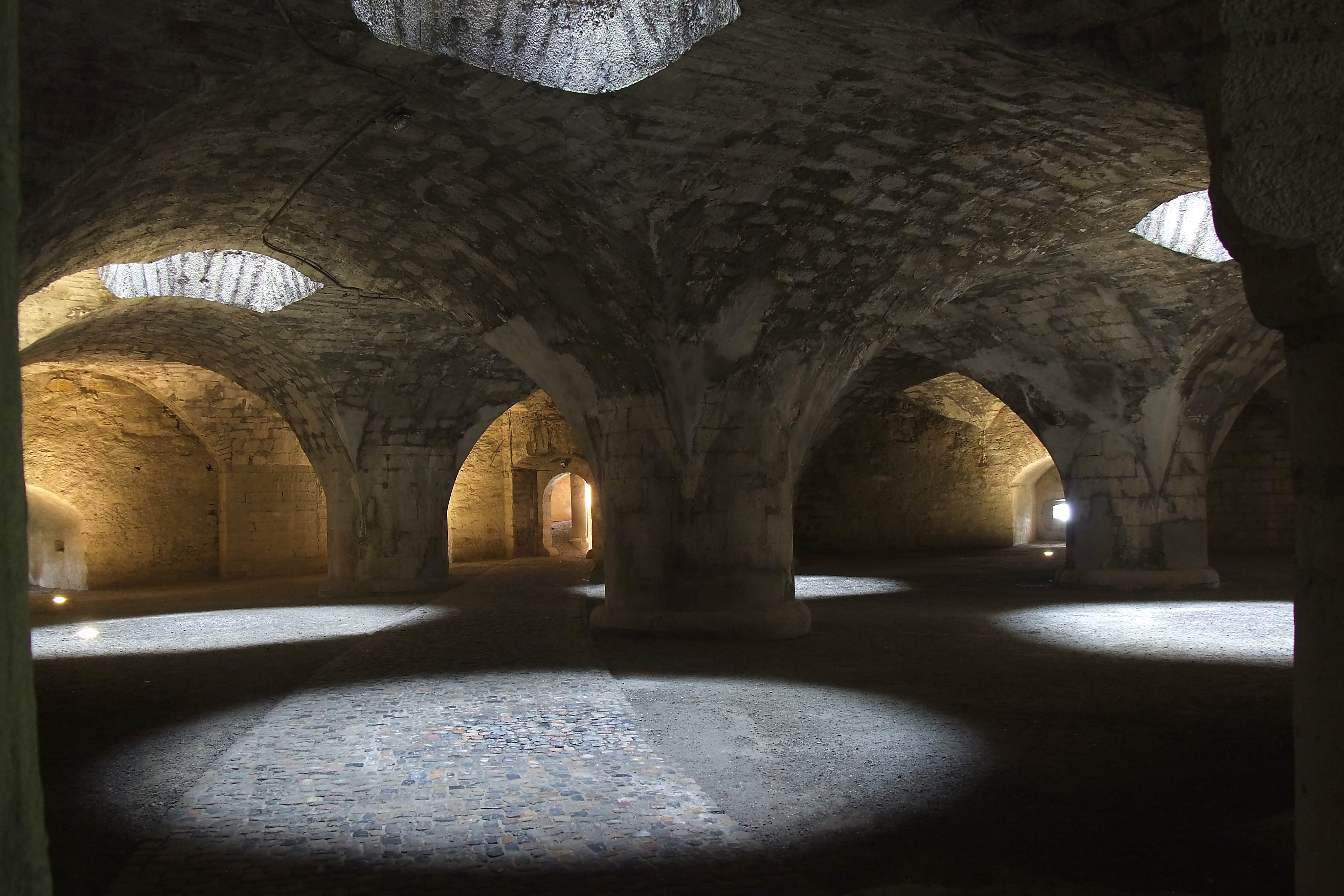
Kasematte Munot Schafhausen

## Zur Kasematte
Die Kasematte ist das Gewölbe im inneren des Munots. Dieses Gewölbe hat eine Decke mit der Dicke von rund vier Metern, aufgefüllt mit Kies, und wird durch neun Pfeiler getragen. Beleuchtet wird die Kasematte durch vier kreisrunde Lichtschächte. Diese Räumlichkeit wurde schon für Theater- und Konzertauftritte genutzt.

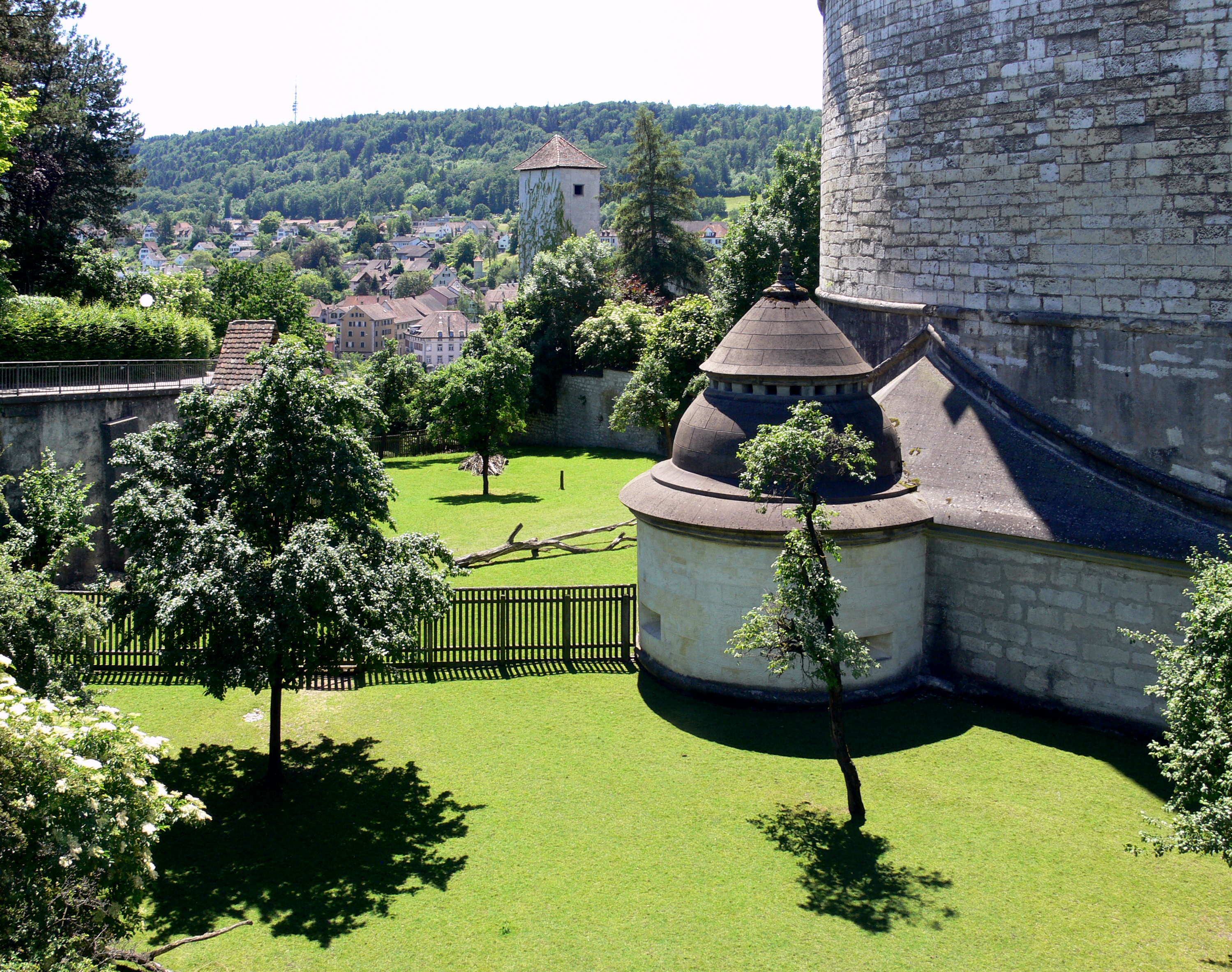
Munotgraben

## Zum Munotgraben
Der Graben hatte früher als Blockade grosse Bedeutung. Aufgrund seiner Lage wurde er nie mit Wasser gefüllt. Die Caponnièren mussten immer wieder erneuert werden. 1995 wurde zur Abdeckung des Unterbaus, entsprechend der ursprünglichen Ausführung, Rohrschacher Sandstein verwendet. Im Graben lebt seit 1905 eine Damhirschkolonie, die jeweils ungefähr aus einem Dutzend Tieren besteht. Der Stier trägt immer den Namen des momentanen Stadtpräsidenten.

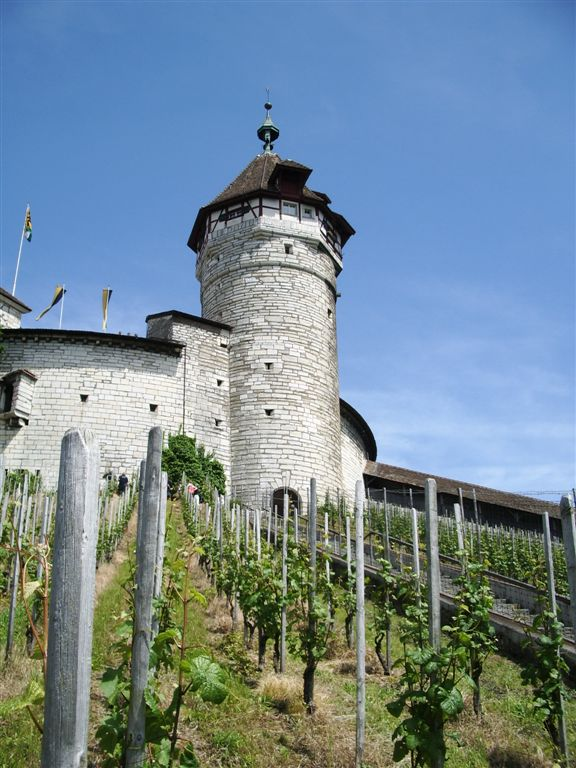
Rebberg mit Munot im Hintergrund

## Zum Rebberg
Der Munotrebberg gehört der Stadt Schaffhausen. Mit total 76 Aren ist er heute mit 49 Aren Blauburgunder-Reben und 27 Aren Tokayer- oder Pinot-gris-Reben bestockt. Mit rund einem Rebstock pro Quadratmeter und durchschnittlich einem Kilogramm Trauben pro Rebstock resultiert – je nach Jahr – ein Ertrag von 5000 bis 7000 Litern «Munötler».

## Veranstaltungen
Seit Jahren gibt es viele verschiedene Veranstaltungen rund um den Munot. Das wohl bekannteste Event ist das Munot Kino Open Air, das jeweils Anfang August stattfindet. Für viele Leute ist das Kino Open Air ein fester Bestandteil des Jahreskalenders. Es werden jährlich mehr oder weniger aktuelle Filme gezeigt.

### Munotbälle
Seit über 100 Jahren finden auf dem Munot zwischen Ende Juni und Ende August (jedes zweite Wochenende) traditionelle Bälle statt. Seit 1886 ist das Herzstück der Munotbälle die Française, auch Quadrille genannt. Diese wird pro Ball zwei Mal durchgeführt. Das erste Mal nach dem traditionellen Munotglöcklein um 21.20 Uhr und das zweite Mal gegen 22.20 Uhr.
Die Quadrille, auch Française genannt, ist ein Gesellschaftstanz, der im 17. Jahrhundert in Frankreich und England erstmals erwähnt wurde.

### Konzerte
Bereits mehrmals fanden auf dem Munot Konzerte statt. Schweizer Top-Bands, wie beispielsweise Züri West oder Patent Ochsner, traten auf dem Munot auf.

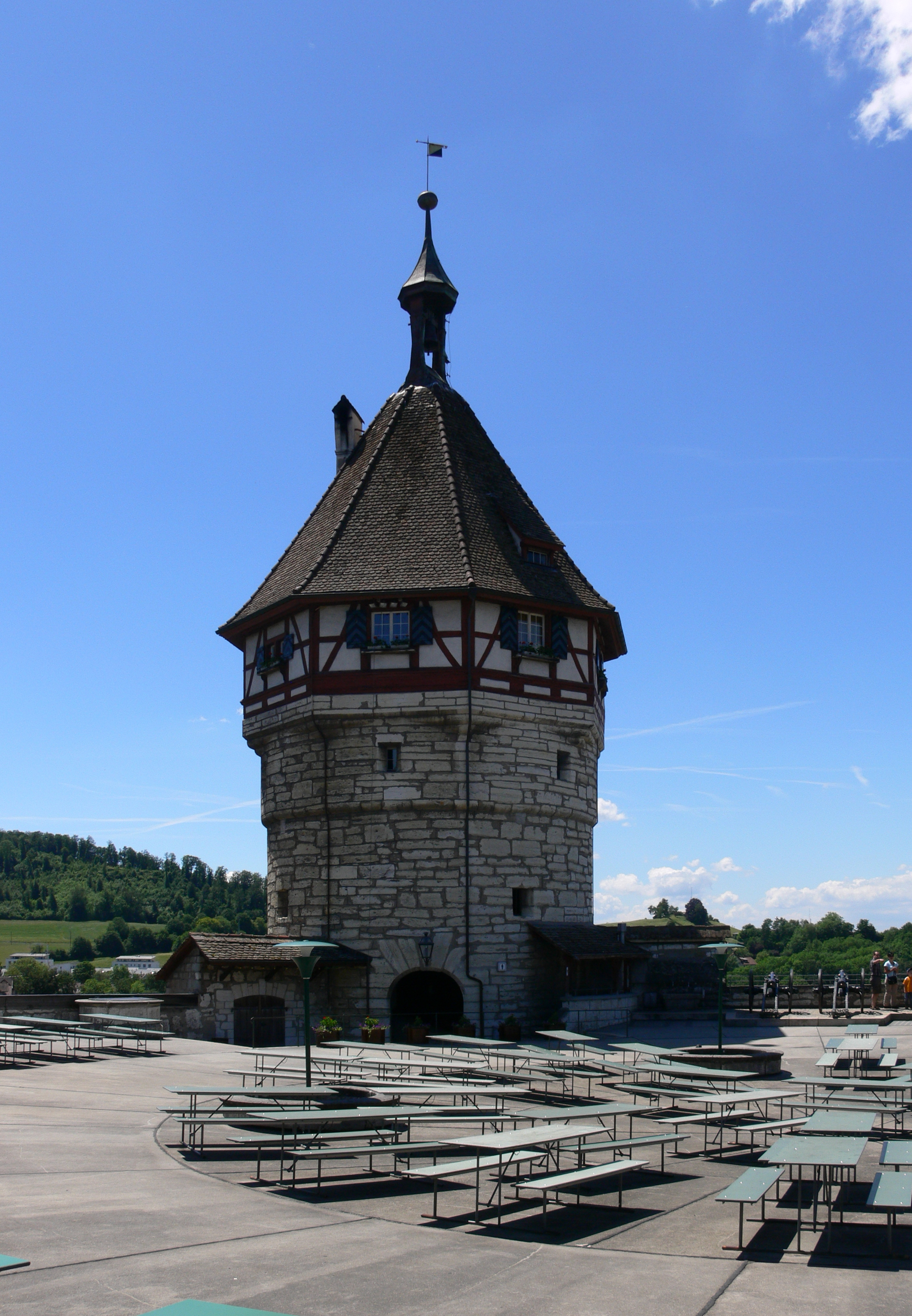
Munotzinne, auf der Konzerte, Open-Air-Kino wie auch Partys und Kinderfeste stattfinden

### Munot Opernspiele
Ein weiterer Bestandteil der Veranstaltungsliste sind seit 2015 die Opernspiele, die auf dem Munot stattfinden. Wie das Kino Open Air, sind auch die Opernspiele Open Air.

### Salsa Party auf dem Munot
Mitte Juni findet bei Schönwetter die Salsa Party auf der Munotzinne statt. Es ist DAS Tanzhighlight des Munotvereins mit dutzenden tanzenden Paaren. Falls das Wetter nicht optimal ist, wird das Event ins Park Casino verlegt.

### Kinderfest
Das Munot Kinderfest ist ein Fest für Kinder, organisiert vom Munotverein. Das Munot Kinderfest findet jedes Jahr in der letzten Augustwoche statt. Über 1000 Mädchen und Knaben im Alter von 6 bis 12 Jahren nehmen jährlich teil. Falls das Fest stattfindet, werden um 12:00 Uhr drei Kanonenschüsse abgefeuert, sowie die Flagge des Kantons Schaffhausen gehisst. Am Abend endet die Veranstaltung mit einem Feuerwerk.

### Munot Kino Open Air
Das Munot Kino Openair bietet für alle Interessierten ein Filmerlebnis unter freiem Himmel. Das Spezielle an den Filmen ist die Wiedergabe auf traditionellen Filmrollen.